# Gmina Trzebinia
Die Gmina Trzebinia ist eine Stadt-und-Land-Gemeinde im Powiat Chrzanowski der Woiwodschaft Kleinpolen in Polen. Ihr Sitz ist die gleichnamige Stadt mit etwa 20.000 Einwohnern. Die Woiwodschaftsmetropole Krakau liegt 30 km östlich.

## Gliederung
Zur Stadt-und-Land-Gemeinde (gmina miejsko-wiejska) Trzebinia gehören neben der namensgebenden Stadt folgende Dörfer mit einem Schulzenamt:
Bolęcin
Czyżówka
Dulowa
Karniowice
Lgota
Młoszowa
Myślachowice
Piła Kościelecka
Płoki
Psary
Weitere Ortschaften der Gemeinde sind:
Energetyków
Gaj
Gaj Zacisze
Górka
Krakowska
Krze
Piaski
Północ
Trzebionka
Salwator
Siersza
Wodna
ZWM

## Persönlichkeiten
- Helena Kopper (1910–?), Funktionshäftling im KZ Bergen-Belsen; geboren in Płoki.